# Василенко, Иван Фомич
Иван Фомич Василе́нко (1894—1980) — советский учёный в области механизации сельского хозяйства.

## Биография
Родился 13 (25 ноября) 1894 года в селе Феськовка Сосницкого уезда Черниговской губернии (ныне Менский район, Черниговская область, Украина). Окончил Петербургский технологический институт (1917), Киевский политехнический институт (1925).
Работа:
- 1918—1919 — специалист по сельскохозяйственным машинам Украинского народного кооперативного банка;
- 1919—1920 — инструктор по сельскохозяйственным машинам Губернского земельного отдела города Полтавы;
- 1920—1922 — прораб Комитета государственных сооружений Киева;
- 1922—1924 — заведующий конторой Акционерного общества «Сельхозтехника»;
- 1924—1925 — учёба в Киевском политехническом институте
- 1925—1932 — аспирант, доцент, профессор Московского технологического института механизации сельского хозяйства;
- 1932—1940 — заведующий лабораторией зерноуборочных комбайнов Всесоюзного института сельскохозяйственного машиностроения (ВИСХОМ);
- 1940—1941 — заведующий кафедрой уборочных машин Московского института механизации и электрификации сельского хозяйства имени В. М. Молотова (МИМЭСХ);
- 1941—1943 — с началом Великой Отечественной войны, осенью 1941 года, когда военные действия приближались к Москве, Московсковский институт механизации и электрификации сельского хозяйства был эвакуирован в Кзыл-Орду. Профессор Василенко Иван Фомич был отправлен в эвакуацию в Челябинск, где заведовал кафедрой сельскохозяйственных машин Челябинского института механизации и электрификации сельского хозяйства, проработав там до 1943 года.
- 1943—1956 — в 1943 году, после возвращения из эвакуации Московсковского института механизации и электрификации сельского хозяйства (МИМЭСХ), в Москву из Челябинска возвращается и Иван Фомич. Он назначен заведующим кафедрой сельскохозяйственных машин МИМЭСХ;
- 1956—1960 — академик-секретарь Отделения механизации и электрификации сельского хозяйства ВАСХНИЛ;
- 1960—1970 — консультант Московского института инженеров сельскохозяйственного производства (МИИСП).

Доктор технических наук (1936), профессор (1930), академик ВАСХНИЛ (1948).
Умер 20 декабря 1980 года. Похоронен в Москве на Кунцевском кладбище.
Научные разработки:
- теория режущих аппаратов зерноуборочных комбайнов и жаток;
- научные основы определения оптимальной скорости обмолота зерновых культур;
- создание в зерноуборочных комбайнах двухбарабанных молотильных устройств;
- теория соломотряса.

## Награды и премии
- Герой Социалистического Труда (1974).
- Сталинская премия второй степени (1947) — за разработку конструкции зернового комбайна «Сталинец-6»
- два ордена Ленина (1949, 1974)
- орден Трудового Красного Знамени (1953)
- два ордена «Знак Почёта» (1945, 1965)
- медали
- Большая золотая медаль ВДНХ (1959).